# Togo Póvoa de Barros
Togo Póvoa de Barros (Campos dos Goytacazes, 24 de abril de 1914 — Campos dos Goytacazes, 25 de março de 2007) foi um político brasileiro.

## Biografia
Formado em Direito (Ciências Jurídicas) e Ciências Sociais, foi eleito deputado para a Assembleia Constituinte do estado do Rio no ano de 1947 pelo Partido Social Democrático (PSD), suplente de deputado estadual em 1950 e finalmente elegendo-se deputado estadual em 1954.

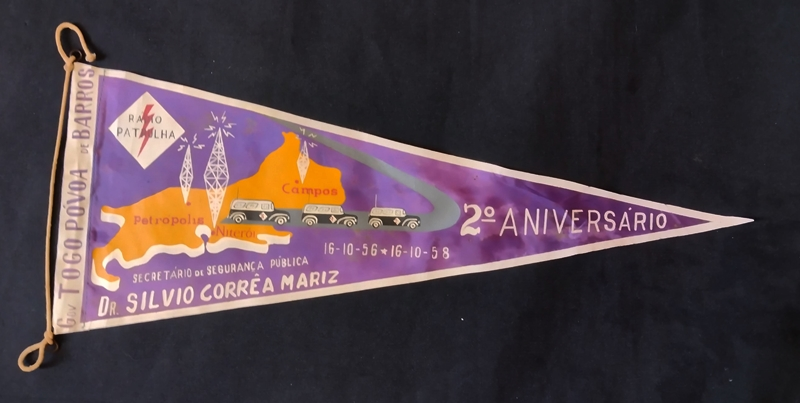
Flâmula comemorativa ao 2º aniversário de criação do serviço de "Rádio Patrulha" nos municípios de Niterói, Campos e Petrópolis; programa destinado a melhorar a segurança pública no Estado do Rio de Janeiro, tendo na época Togo Póvoa de Barros governador do estado e Silvio Corrêa Mariz o seu secretário de segurança pública

No ano de 1958, como era presidente da Assembleia Legislativa fluminense, assumiu o governo estadual, conforme previsto no art. 35 da constituição estadual vigente, após a renúncia do então governador Miguel Couto, e com o impedimento constitucional que impedia o então vice de concorrer à eleição enquanto ocupasse o governo do estado, permanecendo até 31 de janeiro de 1959, quando passou o cargo a Roberto Silveira, eleito naquele ano.
Durante o período em que ocupou o cargo de governador, Togo de Barros juntamente com seu Secretário de Saúde Eduardo Kraichete, preocupou-se em adquirir milhares de doses de vacinas contra a poliomielite com o objetivo de conter o surto de paralisia infantil no estado.
Em 1962, foi candidato a governador do Estado do Rio de Janeiro, mas não conseguiu se eleger, o candidato eleito foi Badger da Silveira. Todavia, Togo conquistou uma vaga para deputado estadual.
Após a implantação do regime militar de 1964 se filiou a Aliança Renovadora Nacional (Arena), mas Togo teve seus direitos políticos cassados em 1966 sob a acusação de ter hospedado o líder comunista Luís Carlos Prestes em sua residência. Afastado da política, Togo passou a partir daí a se dedicar com maior afinco a suas atividades empresariais no Grupo Thoquino, indústria fabricante de bebidas de seu sogro; do qual, junto com sua esposa, era um dos sócios-proprietários. Seus direitos políticos só seriam reavidos com a Lei da Anistia, em 1979, com a qual pôde reaver seus proventos da aposentadoria no Instituto do Açúcar e do Álcool.
Foi ainda professor no Instituto Comercial de Campos, redator do jornal carioca O Dia, secretário de estado da Agricultura, Comércio e Indústria e presidente da Caixa Econômica Federal no Rio de Janeiro, vindo a falecer em seu município natal, Campos dos Goytacazes, aos 93 anos.